# Enicospilus biroi
Enicospilus biroi là một loài tò vò trong họ Ichneumonidae.